# Powiat skałacki (Galicja)
Powiat skałacki – dawny powiat kraju koronnego Królestwo Galicji i Lodomerii, istniejący w latach 1867–1918.
Siedzibą c.k. starostwa był Skałat. Powierzchnia powiatu w 1879 roku wynosiła 8,327 mil kw. (479,14 km²), a ludność 62 740 osób. Powiat liczył 62 osady, zorganizowane w 62 gminy katastralne.
Na terenie powiatu działały dwa sądy powiatowe - w Skałacie i Grzymałowie.

## Starostowie powiatu
- Leon Studziński (1871)
- Edward Gorecki (1879)
- Johann Jahner, wzgl. Jan Jahner (1882)
- Teofil Sozański (1890)

## Komisarze rządowi
- Franciszek Kuszelewski (1871)
- Ferdynand Popiel-Huńczak (1879–1882)
- Spirydion Telichowski (1890)